# Близна Горња
Близна Горња је насељено место у саставу општине Марина, Сплитско-далматинска жупанија, Република Хрватска.

## Историја
До територијалне реорганизације у Хрватској налазила се у саставу старе општине Трогир.

## Становништво
На попису становништва 2011. године, Близна Горња је имала 93 становника.
| Број становника по пописима | Број становника по пописима | Број становника по пописима | Број становника по пописима | Број становника по пописима | Број становника по пописима | Број становника по пописима | Број становника по пописима | Број становника по пописима | Број становника по пописима | Број становника по пописима | Број становника по пописима | Број становника по пописима | Број становника по пописима | Број становника по пописима | Број становника по пописима |
| --------------------------- | --------------------------- | --------------------------- | --------------------------- | --------------------------- | --------------------------- | --------------------------- | --------------------------- | --------------------------- | --------------------------- | --------------------------- | --------------------------- | --------------------------- | --------------------------- | --------------------------- | --------------------------- |
| 1857                        | 1869                        | 1880                        | 1890                        | 1900                        | 1910                        | 1921                        | 1931                        | 1948                        | 1953                        | 1961                        | 1971                        | 1981                        | 1991                        | 2001                        | 2011                        |
| 0                           | 0                           | 0                           | 0                           | 0                           | 199                         | 0                           | 0                           | 231                         | 260                         | 257                         | 261                         | 241                         | 148                         | 124                         | 93                          |

Напомена: Исказује се као насеље од 1953. До 1981. исказује се под именом Горња Близна. У 1910. и 1948. податак је исказан као део насеља. У 1921. и 1931. подаци су садржани у насељу Близна Доња.

### Попис1991.
На попису становништва 1991. године, насељено место Близна Горња је имало 148 становника, следећег националног састава:
| Попис 1991.‍ | Попис 1991.‍ | Попис 1991.‍ | Попис 1991.‍ | Попис 1991.‍ |
| ----------- | ----------- | ----------- | ----------- | ----------- |
|             |             |             |             |             |
| Хрвати      | Хрвати      |             | 148         | 100%        |
| укупно: 148 |             |             |             |             |